# Miélandre
La montagne de Miélandre (1 451 m), constituée de longs sommets en pelouses, est située aux confins occidentaux du massif du Diois à proximité de Dieulefit dans la Drôme provençale. Composé de pâturages, le sommet offre une vue à 360°. La montagne d'Angèle, qui culmine à 1 606 m, est la plus proche de la Miélandre.

## Géographie

### Situation
La montagne de Miélandre s’étend sur environ 1 000 hectares. Son sommet est à cheval sur les communes de Vesc au nord-ouest et de Chaudebonne au sud-est ; son piémont méridional s'étend sur celle de Valouse.

### Hydrographie
Plusieurs ruisseaux prennent leur source sur la montagne de Miélandre, dont la Combe Sombre, sous-affluent du Lez qui arrose Vesc.

### Faune
Plusieurs espèces animales ont été dénombrées dans l'écosystème de la montagne de Miélandre :
Insectes
- Azuré du baguenaudier : papillon aux ailes gris clair à beige clair un peu suffusé de bleu

Reptiles
- Coronella austriaca : serpent

Mammifères
- Castor fiber
- Chamois

Oiseaux
- Chevalier guignette
- Alouette des champs
- Pipit rousseline
- Aigle royal
- Bruant fou
- Alouette lulu
- Petit-duc scops
- Fauvette orphée
- Fauvette pitchou
- Martinet à ventre blanc

### Flore
Plusieurs espèces végétales ont été dénombrées dans l'écosystème de la montagne de Miélandre :
- Capillaire de Montpellier
- Asplenium fontanum : espèce de fougère
- Cirse de Montpellier
- Colchicum longifolium : espèce de colchique
- Jasminum fruticans ou jasmin jaune
- Genévrier de Phénicie
- Melica minuta : espèce de mélique
- Ophrys saratoi : espèce d'ophrys
- Potentilla cinerea : espèce de potentille
- Samolus valerandi
- Joubarbe du calcaire
- Stipa offneri : espèce de stipe
- Tulipa sylvestris

## Activités

### Agriculture et productions
La montagne de Miélandre est un lieu de pastoralisme, de juin à septembre, pour des troupeaux de moutons.

### Tourisme
Un gîte, au col de Blanc, propose plusieurs activités sur la montagne de Miélandre, entre randonnées, cours photos nature et produits à la ferme, avec un hébergement pour les vacanciers et sportifs. De son côté, le parc naturel régional des Baronnies provençales a déjà organisé des randonnées découvertes de la montagne de Miélandre, pour faire connaître la faune et le pastoralisme de la zone.

### Activités praticables
De nombreux chemins de randonnées sont balisés, depuis le hameau ou le col de Valouse, le col de Blanc ou le col d’Espreaux. Ses randonnées peuvent être pratiquées à pieds, ainsi qu'à VTT, avec plus ou moins de difficultés.

### Protection environnementale
Une zone naturelle d'intérêt écologique, faunistique et floristique « ZNIEFF 820030188 : Gorges de Trente-pas et Montagne de Miélandre » a permis l'étude et l'inventaire de la montagne de Miélandre.
L'ASPAS avait pour projet la création d'une réserve de vie sauvage, pour la protection effective de la flore et de la faune sauvages, sur le versant ouest de la montagne, autour du gîte du col de Blanc. Ce projet d'achat de terrains, a créé de vives discussions lors d'un conseil municipal de la commune de Dieulefit au mois de mars 2019, mais n'a pu aboutir car il a fait l'objet d'une préemption par la Safer pour être cédé ensuite à la commune de Vesc.

## Miélandre dans l'art
Le peintre Willy Eisenschitz a peint la montagne de Miélandre.